# سام ستيرن
سام ستيرن (بالإنجليزية: Sam Stern)‏ هو طاهي بريطاني، ولد في 29 أغسطس 1990.